# Diopatra neapolitana
Diopatra neapolitana är en ringmaskart som beskrevs av Delle Chiaje 1841. Diopatra neapolitana ingår i släktet Diopatra och familjen Onuphidae. Arten har ej påträffats i Sverige.

## Underarter
Arten delas in i följande underarter:
- D. n. khargiana
- D. n. capensis